# アントニオ・マリア・ザネッティ
アントニオ・マリア・ザネッティ（Anton Maria Zanetti、1679年 - 1767年）はイタリアの版画家、美術評論家、美術コレクターである。

## 略歴
ヴェネツィアで生まれた。若い頃に海事保険への投資で資本を蓄えて、美術商や著述家、美術家として働いた。グランド・ツアーでヴェネツィアを訪れるイギリスの上流階級の人々に美術品を斡旋するのが主な仕事であった。オルレアン公フィリップ2世の絵画収集の代理人を務め、「オルレアン・コレクション」の形成に貢献し、リヒテンシュタインの公爵ヨーゼフ・ヴェンツェルが収集したリヒテンシュタイン美術館のコレクションにも貢献した。フランスの美術コレクター、ピエール・クロザ (Pierre Crozat) と取引するためにパリも訪れ、ロンドンでも美術品を購入した
。宝石細工品の収集を行い、自らの版画を制作し収集品の目録を1750年に出版した。
版画家としては多色木版画(キアロスクーロ木版画)の技術に優れ、パルミジャニーノやティントレットの作品の複製版画を制作した。

## 作品

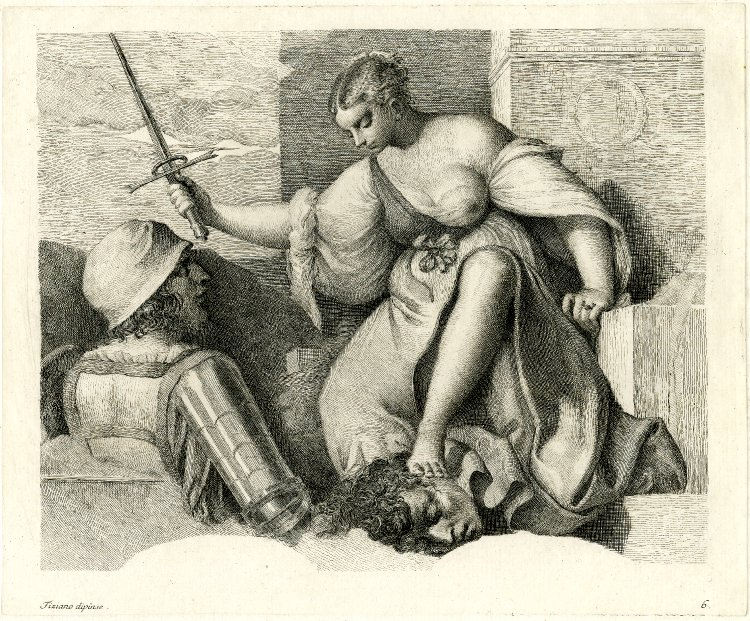
ティツィアーノの原画による版画
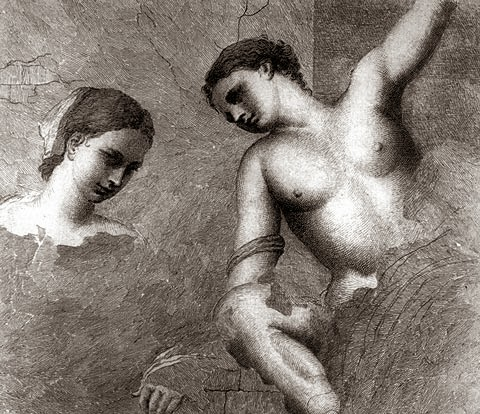
ジョルジョーネの原画による版画
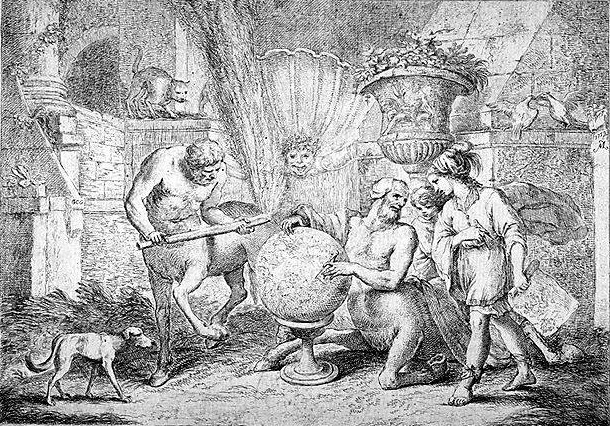
G.B.カスティリオーネの原画による版画